# Julian Aleksander Stankiewicz
Julian Aleksander Stankiewicz Billewicz herbu Mogiła – ciwun retowski od 1694 roku do ok. 1710 roku, ciwun gondyński, podstoli wiłkomierski w latach 1677-1699.
Był elektorem Augusta II Mocnego z Księstwa Żmudzkiego w 1697 roku.